# Абиотические факторы
Абиоти́ческий фа́ктор (др.-греч. α «не», отрицание + βίος «жизнь») — совокупность прямых или косвенных воздействий неорганической среды на живые организмы; подразделяется на физический (климат, орография), химический (состав атмосферы, воды, почвы). Приспособление растений и животных к жаре, холоду, атмосферному давлению, подводной глубине, зимняя или летняя спячка некоторых животных и прочее связано с абиотическими факторами.